# فالنتين بورت
فالنتين بورت (بالفرنسية: Valentin Porte) مواليد 7 سبتمبر 1990 في فرساي، فرنسا، هو لاعب كرة يد فرنسي يلعب كظهير أيمن. مثل منتخب فرنسا لكرة اليد. شارك في دورة الألعاب الأولمبية الصيفية سنة 2016. حقق المركز الأول في بطولة العالم لكرة اليد للرجال 2015.

## سجل المنافسة
شارك في البطولات التالية:
- بطولة العالم لكرة اليد للرجال 2015
- بطولة أوروبا لكرة اليد للرجال 2014
- بطولة أوروبا لكرة اليد للرجال 2016
- الألعاب الأولمبية الصيفية 2016

## الميداليات
| الميدالية | المسابقة                           |
| --------- | ---------------------------------- |
| فضية      | الألعاب الأولمبية الصيفية 2016     |
| ذهبية     | بطولة العالم لكرة اليد للرجال 2015 |
| ذهبية     | بطولة أوروبا لكرة اليد للرجال 2014 |

## روابط خارجية
- فالنتين بورت على موقع الاتحاد الأوروبي لكرة اليد (الإنجليزية)
- فالنتين بورت على موقع الاتحاد الفرنسي لكرة اليد (الفرنسية)
- فالنتين بورت على موقع أوليمبيديا (الإنجليزية)
- فالنتين بورت على موقع اللجنة الأولمبية الفرنسية (مؤرشف) (الفرنسية)